# Nyckelharpa
Nyckelharpa eller knaverharpa (den senare ålderdomlig) är ett stråkinstrument med tangenter (nycklar eller knavrar) som trycker mot strängarna för att avdela strängen för önskad tonhöjd. För att frambringa ljud används en stråke. Det karakteristiska nyckelharpljudet uppstår genom resonanssträngar som finns under spelsträngarna.  Nyckelharpan hänger på magen på den som spelar ungefär som en gitarr, och stråken förs nästan lodrätt upp mot den spelandes skuldra.
Nyckelharpan är ett av de typiska instrumenten i svensk folkmusik. Den har starkt fäste i Uppsala och norra Uppland, men har under 1900-talets senare hälft spritts därifrån till hela Sverige. 
Nyckelharpan är gjord av trä från toppen till botten. Strängarna är gjorda av stål. Nycklarna är också gjorda av trä.

## Historia
I två tyska ordböcker från 1529 respektive 1620 finns i vardera en nyckelharpa avbildad. Andra äldre avbildningar finns i dansk och svensk kyrkokonst från ca 1460–1525 samt 1565. Även i Norge har nyckelharpan förekommit. Vilket slags instrument en musikant i portalen till Källunge kyrka från ca 1350 på Gotland spelar kan inte med säkerhet avgöras, men skulle det vara en nyckelharpa så har den med säkerhet en västeuropeisk bakgrund. Det instrument som återges på kyrkomålningarna i Lagga kyrka från 1498 har dock tangenter eller nycklar och får ses som en nyckelharpa.
Från  1600-talet förra hälft blev nyckelharpan ett folkligt instrument i Uppland, senare genom upplänningar spridd till bland annat Dalarna, Hälsingland och Ångermanland. Förr antogs det ibland att det var vallonerna som förde nyckelharpan till Sverige, men de kom inte hit förrän på 1600-talet och har heller inga nyckelharpor belagda i sitt hemland. Bellman nämner den i stockholmsk krogmiljö vid slutet av 1700-talet. Ett exempel från 1781: »Den tiden förspordes ständig gästning, oupphörligt dansande, jemn musique af Nyckelharpor och violer, samt ett oaflåteligt trumlande, med hvirfvel på hvirfvel utan för krogdörrn.«
Den historiskt enda utredning som sagt sig explicit vilja utreda den svenska nyckelharpans historia är Framlades then stora Nycklegijga, Per-Ulf Allmo, 2016. I denna framgår tydligt att den är en svensk, enkannerligen uppländskt, skapelse tillkommen under trettioåriga krigets dagar genom inspiration från den tyska liran och sorbiska gigor.

## Olika typer
Redan den tidigaste nyckelharpan kan förmodas ha haft resonanssträngar. Den äldsta bevarade svenska nyckelharpan är möjligen Moraharpan. Den är märkt 1526, men genom historiska källor kan göras sannolikt att den, i likhet med sin frände från Älvdalen, är tillverkad på 1680-talet.
Som traditionellt instrument fanns gammelharporna i början på 1900-talet nästan enbart kvar i Uppland och hos några enstaka spelmän i andra landskap. De har funnits i en rad modeller:
Enkelbasharpan är försedd med en rad nycklar och vanligen en melodisträng, en eller två bordunsträngar samt 6-13 resonanssträngar. Enkelbasharpan var vanligast under 1700-talet.
Kontrabasharpan har en rad nycklar och två melodisträngar (stämda i a1 och d1), en eller två bordunsträngar (stämda i g och c) samt 6–13 resonanssträngar. Kontrabasharpan är känd sedan tidigt 1800-tal.
Österbyharpan är en kontrabasharpa med dubbellek - två rader med nycklar. Den har 3 melodisträngar (stämda i a1, c1 och d1), däremellan två bordunsträngar (stämda i g och c). Vanligen har den 9-10 resonanssträngar.

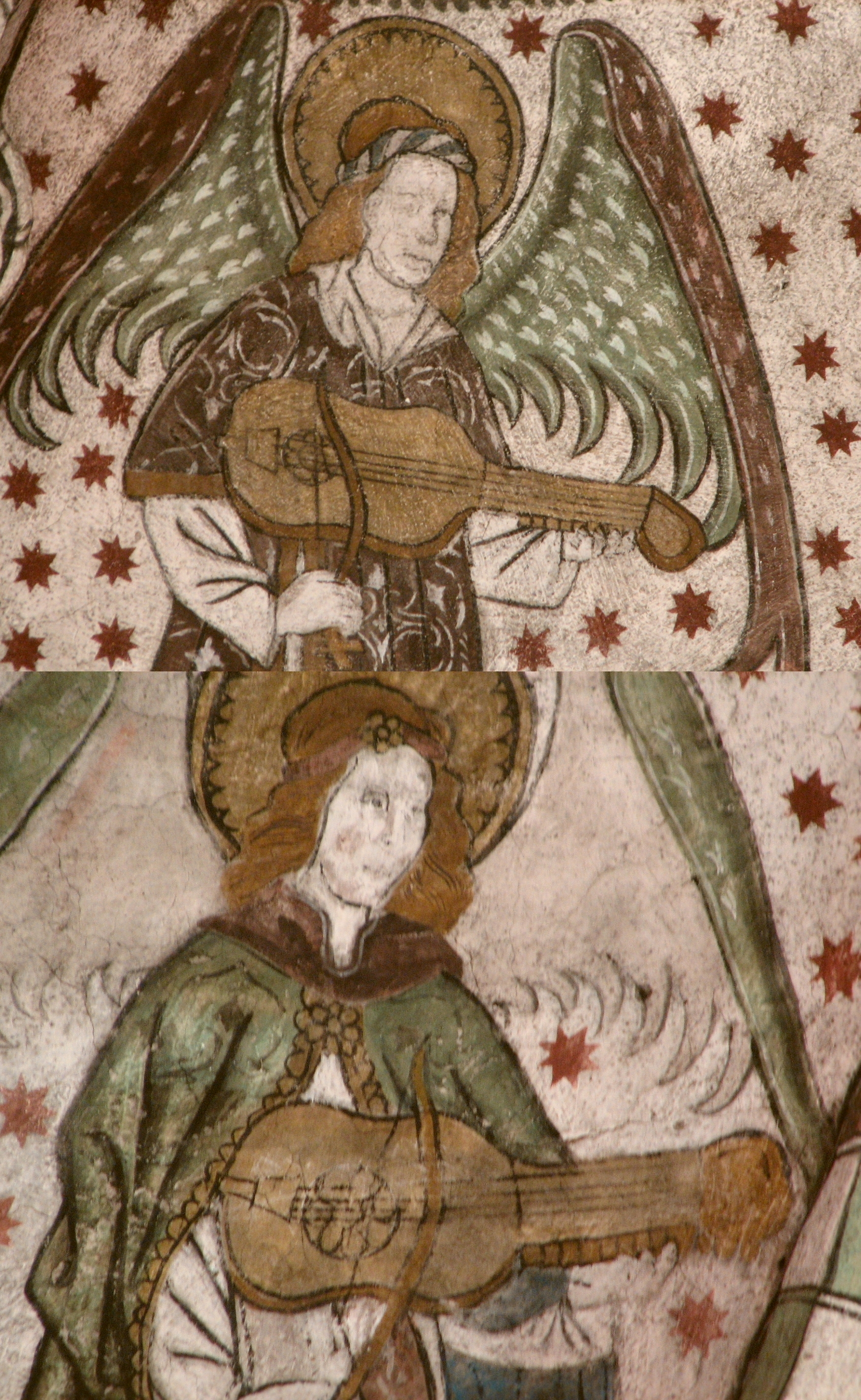
Takfresken i Tolfta kyrka, Tierp, avbildar två musicerande änglar spelandes nyckelharpa. Målningen troligen utförd omkring år 1490.

Österbyharpan utmynnade på 1860-talet i silverbasharpan (även kallad C-durharpa, tenorharpa eller Tierpsharpa), hade två rader nycklar och två melodisträngar (stämda i a1 och c1) placerade närmast nycklarna. De båda bassträngarna i g och c ligger längst från nycklarnas tangenthuvuden. Silverbasharpan har vanligen 9–10 resonanssträngar.
Sommaren 1924 var torparen August Bohlin från Uppland inbjuden att spela fiol och nyckelharpa på Skansen, ett hedersuppdrag som i praktiken var en säsonganställning som yrkesmusiker. Där konfronterades han med att han ofta inte kunde spela nyckelharpa tillsammans med spelmän från andra landskap eftersom de andra spelmännen ofta spelade låtar i andra tonarter än C-dur och F-dur. Efter hemkomsten började Bohlin att bygga en treradig kromatisk nyckelharpa utan bordunsträng, en nyckelharpa som hade samma kropp som den gamla silverbasharpan men med fler nycklar.  Med fler nycklar och ingen bordunsträng blev det möjligt att spela i alla tonarter. Omkring 1935 fick Eric Sahlström en mall i tjock papp av Bohlin som visade hur nycklarna var placerade i tre rader på Bohlins kromatiska treradiga nyckelharpa. 
Erik Sahlström blev senare den instrumentbyggare, spelman och kompositör som mest bidrog till att den treradiga nyckelharpan alltsedan 1970-talet används långt utanför Uppland. 
Hasse Gille bidrog till utvecklingen genom att bygga mycket lätta harpor, från åttiotalet med liten kropp. Johan Hedin experimenterar med olika former av stora nyckelharpor, t.ex. tenornyckelharpan.
Erik Olsson, Säter,  var pionjär när det gällde att bygga en 4-radig nyckelharpa; 4 spelbara strängar utökar möjligheterna att spela låtar skrivna för fiol i andra tonarter än C-dur.Fyrradiga kromatiska harpor har också tagits fram av bl.a. Tord Johansson och Johan Hedin.
Den moderna nyckelharpan har blivit ett instrument som är mer anpassat till moderna tiders musikideal och som kan passa till många andra sorters musik än gamla upplandslåtar i C-dur.

## Nyckelharpsprofiler
De största profilerna i nyckelharpans historia torde vara Byss-Calle och Eric Sahlström. Andra viktiga gestalter har varit August Bohlin, Ceylon Wallin och Hasse Gille.
Riksspelmannen Leif Alpsjö har gjort mycket för att främja nyckelharpans ställning i Sverige genom att anordna kurser och ta fram utbildningsmaterial. Han var också en huvudaktör när en nyckelharporganisation bildades i USA 1995. På engelska säger man helt enkelt nyckelharpa.
Peter ”Puma” Hedlund, numera boende i Iste, Vallsta, Hälsingland, blev riksspelman 1975 och anses av många i dag vara Sveriges främste spelman på kromatisk nyckelharpa. I sin roll som lärare har han möjlighet att påverka och lämna sitt bidrag till den nya generationens nyckelharpsspelare, bland annat genom en interaktiv DVD-serie. I traditionell anda gör Hedlund också egna låtar som snabbt blivit populära bland dagens spelmän.
Åsa Jinder utsågs rekordung till riksspelman på nyckelharpa år 1979, och gav instrumentet stor uppmärksamhet i massmedia.
Två av de mest uppmärksammande nyckelharpsspelarna under de senaste 20 åren är utan tvivel Olov Johansson från Väsen och Johan Hedin. Hedin har även varit med och utvecklat nya nyckelharpmodeller såsom tenornyckelharpan.
Modern svensk populärmusik har dragit nytta av nyckelharpans karaktäristiska ljud, exempelvis Hedningarna, Åsa Jinder, Väsen och Nordman, vars medlem Mats Wester också är riksspelman. Världens mest spridda nyckelharpsinspelning torde dock vara låten Dum dum diddle på Abbas skiva Arrival.
Ur den nya generationens nyckelharpsspelmän finns det många att nämna: Niklas Roswall, Emilia Amper, David Eriksson, Magnus Holmström, Erik Rydvall och Daniel Pettersson för att nämna några.
Sedan slutet av nittonhundratalet har nyckelharpan blivit alltmer populär även utanför Sverige och i olika musikstilar. Marco Ambrosini spelar nyckelharpa i så väl äldre som modern musik och tillsammans med de franska fiolbyggarna Jean-Claude Condi och Annette Osann. Didier François från Belgien har specialiserat sig på att spela jazz på nyckelharpa.
Torbjörn Näsbom, Daniel Pettersson med flera spelar Bach på nyckelharpa och gör nya kompositioner inspirerade av Bachs barockmusik.
Algot Karlsson var spelman och nyckelharpabyggare samtida med bland andra Eric Sahlström som byggde kromatiska nyckelharpor. Han var en av de personer som uppmärksammades av musikvetaren Jan Ling i dennes doktorsavhandling om Nyckelharpan.

## Nyckelharpsevenemang
Varje år under helgen före midsommar äger nyckelharpstämman i Österbybruk rum. Det finns även spelmanstävlingar. Eric Sahlström Institutet i Tobo driver en ettårig utbildning i folkmusik på nyckelharpa. Gillestämman instiftades i Österbybruk på nationaldagen 6 juni 2012, till riksspelmannen och nyckelharpsbyggaren Hasse Gilles minne.

## Unescos register
Nyckelharpans nätverk – en informell och icke-hierarkisk gemenskap bestående av tusentals människor som är intresserade av nyckelharpans hantverk och musik – har antagits till Unescos register över goda metodiska exempel på hur man kan arbeta med att trygga immateriella kulturarv. Det skedde den 6 december 2023 då Unescos mellanstatliga kommitté samlades i staden Kasane i Botswana. 

## Nationalinstrument
En motion, 1996/97:Kr223, om att Sveriges riksdag skulle ge nyckelharpan status som svenskt nationalinstrument lades 2 oktober 1996 av Carina Hägg. Ärendet bordlades.
I Svenska Dagbladet fördes under 17 mars-2 maj 2002 en debatt gällande nyckelharpans upphöjande till officiellt svenskt nationalinstrument.  Motståndare till idén menade att det fanns en risk att det mångkulturella Sverige skulle splittras om ett så typiskt svenskt instrument som nyckelharpan skulle bli nationalinstrument, medan förespråkarna menade att nyckelharpan avspeglar "den svenska folksjälen". Någon konsensus nåddes inte.

## Bildgalleri

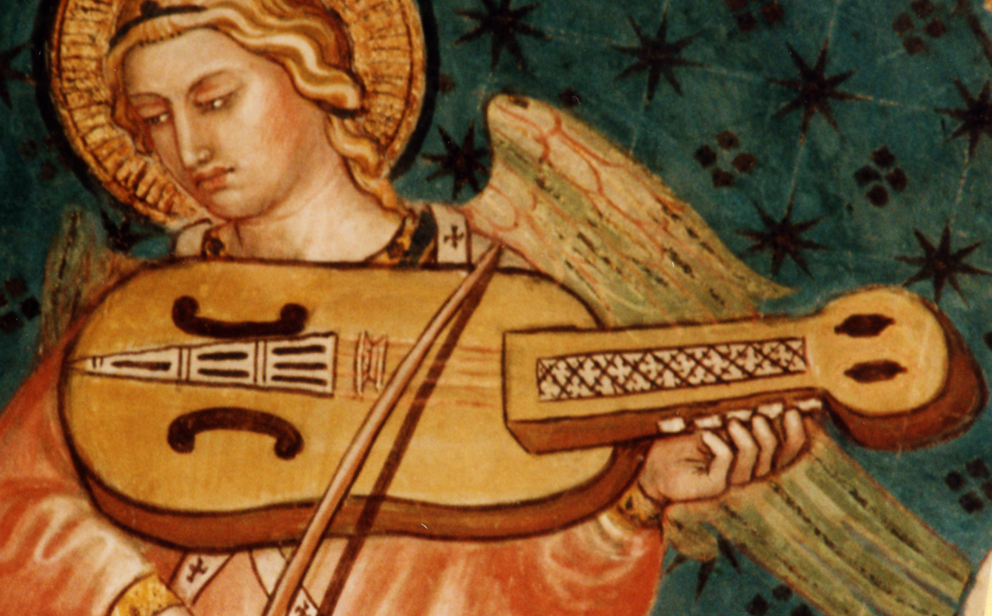
Viola a chiavi, Cappellina di Palazzo Pubblico, Siena (Italia). Fresk av Taddeo di Bartolo, 1408
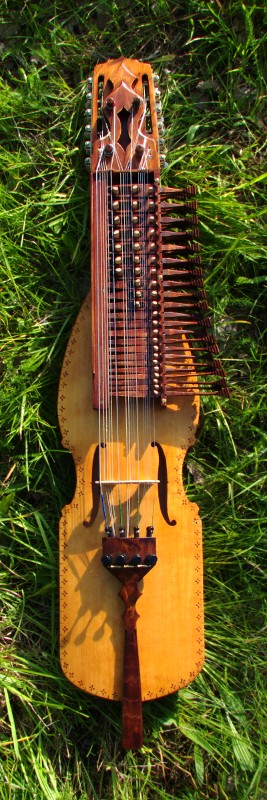
En nyckelharpa byggd av Fredrik Söderström 2008.
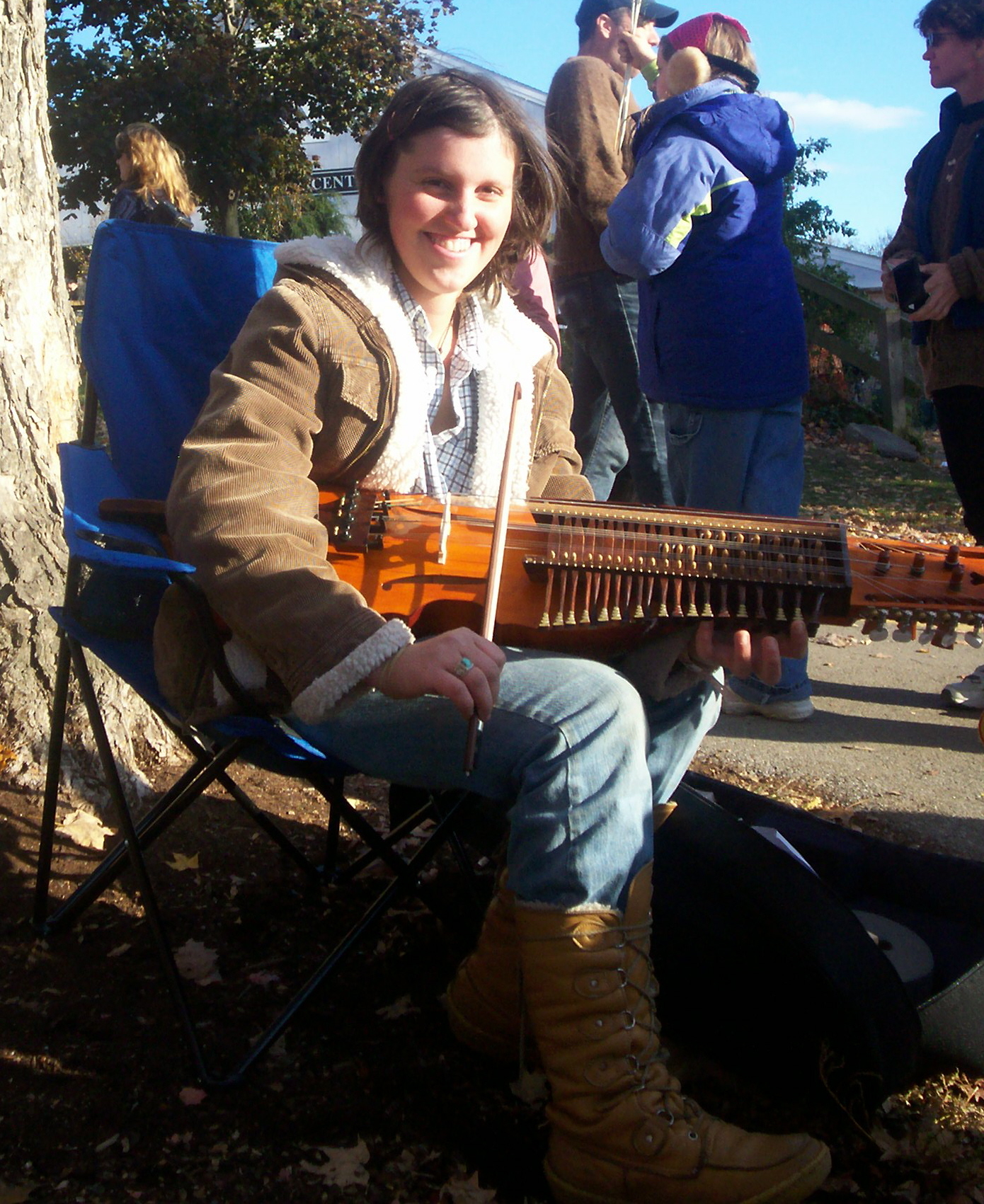
En nyckelharpist på Får- och ullfestivalen i staten New York 2006.
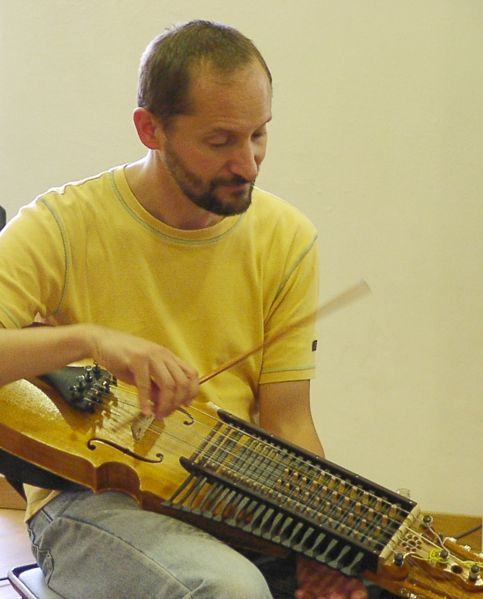
Italienske musikern Marco Ambrosini med en nyckelharpa byggd av Annette Osann. Från de internationella nyckelharpdagarna på Burg Fürsteneck i Tyskland 2005.
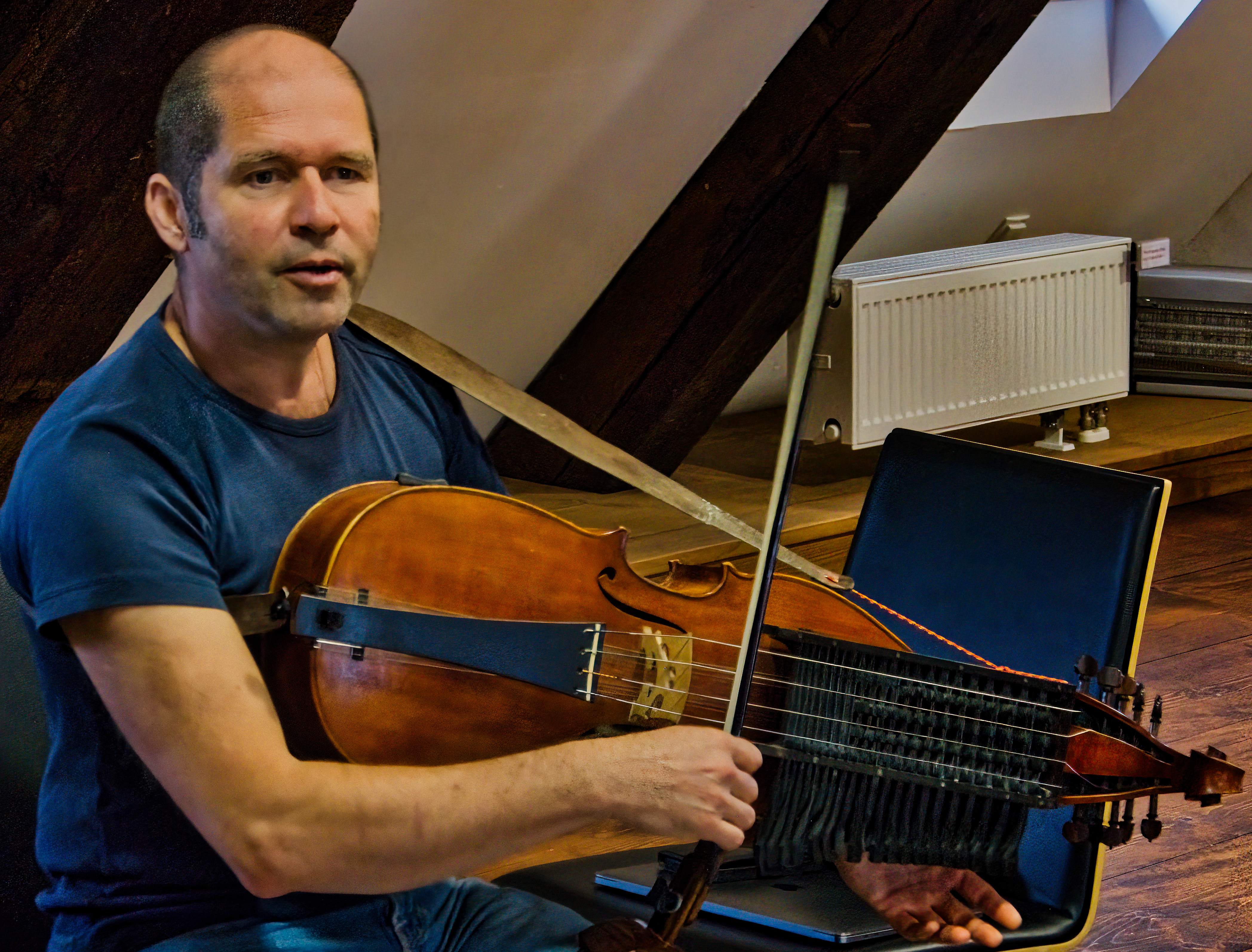
Didier François  undervisar i sin speciella teknik under de Internationella Nyckelharpedagarna på Burg Fürsteneck i Tyskland, 2005
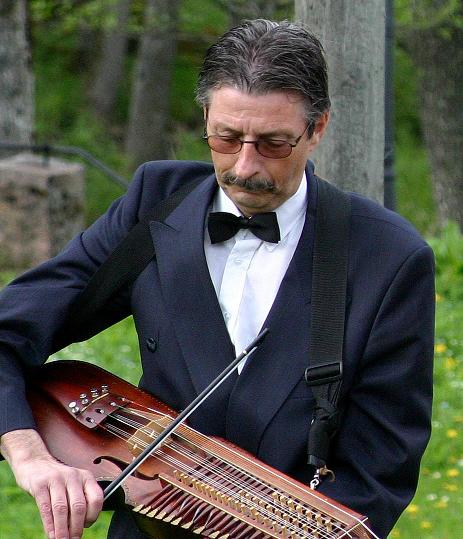
Ole Frantsen spelar på ett bröllop 2006